# Vinciguerra d'Aragona
Vinciguerra d'Aragona Auria, signore di Cammarata (... – 1380 ca.), è stato un nobile, politico e militare italiano del XIV secolo.

## Biografia
Nacque presumibilmente a inizio XIV secolo da Federico, signore di Cammarata, e dalla di lui consorte la nobildonna Giovanna Auria dei signori di Castronovo. Suo nonno paterno era il miles catalano Sancio d'Aragona, figlio naturale del re Pietro I di Sicilia, mentre la famiglia della madre, gli Auria o D'Auria,  derivavano dall'illustre famiglia genovese Doria, trapiantata in Sicilia da Corrado Doria, giunto nell'isola per la Guerra del Vespro scoppiata nel 1282, dove combatté in favore degli Aragonesi contro gli Angioini.
Nel 1355, il re Ludovico di Sicilia lo assegnò a Patti in veste di capitano di guerra coadiuvato da Guerao Gullielm De Sidot, conte di Aidone, e Corrado Spadafora, posizione ricoperta dopo la morte del sovrano, dal mese di dicembre al 19 settembre del 1356 che fu temporaneamente deposto da Berteraymo Formica fino al dicembre dello stesso anno. In merito ottenne altri incarichi di fiducia, tra i quali quello di capitano e castellano di Lipari.
Ribellatosi al successore Federico IV d'Aragona, nel 1357, assieme al fratello Sancio detto Sanciolo, fu promotore di una rivolta pro-angioina. Nella lunghissima disputa inserita nelle vicende dei Vespri siciliani, si riconciliò con la Corona d'Aragona e riconquistò i territori ribelli passati agli Angioini. Nel marzo 1359, domata l'insurrezione, fu premiato con le signorie di Termini Imerese; l'anno medesimo, dal nipote Mattiolo d'Aragona, morto senza discendenti, figlio di Sanciolo, ereditò le signorie di Cammarata  e San Marco;  nel 1364 ottenne quella di Novara di Sicilia, e nel 1371 divenne barone di Militello, appartenuta al padre corrispondente ai territori degli odierni territori comunali di Sant'Agata Militello e Militello Rosmarino e relative fortificazioni.
Tra i feudatari più potenti e ricchi del suo tempo, Vinciguerra d'Aragona possedette anche Ficarra, Galati, Brolo, Piraino, Raccuja, Calatabiano, Tortorici, Naso, Capo d'Orlando ed altre terre e casali. Nel 1359 gli risultano assegnati i possedimenti e il castello di Adelasia di Patti, il castello di Tindaro di Tindari, il castello arabo - normanno di San Marco d'Alunzio, il castello d'Orlando di Capo d'Orlando, il castello federiciano di Montalbano Elicona, il castello arabo - normanno di Noara, il castello di San Filadelfo.
Dal 1365 al 1368 fu Gran cancelliere del Regno di Sicilia in sostituzione di Enrico Rosso, conte di Aidone. Nel 1366, in territorio di Patti fece costruire una fortezza, la Torre Vinciguerra, attorno alla quale si sviluppò il centro di Gioiosa Marea.
Morto intorno al 1380, ebbe tre figli, Giovanni, che fu vescovo di Patti, Federico e Bartolomeo, rispettivamente eredi delle signorie di San Marco e di Cammarata.